# Выборы губернатора Алтайского края (2023)
Выборы губернатора Алтайского края состоялись 10 сентября 2023 года, в единый день голосования. Действующий губернатор Виктор Томенко баллотируется на второй срок.

## Предыстория
Виктор Томенко, тогдашний премьер-министр Красноярского края, был назначен губернатором Алтайского края в мае 2018 года, сменив губернатора на трехлетний срок Александра Карлина. Томенко победил на следующих губернаторских выборах, набрав всего 53,61 % голосов, что едва превысило 50%-ный порог, необходимый для того, чтобы избежать второго тура, победив трех соперников при заметном отсутствии кандидата от Коммунистической партии — крупнейшей оппозиционной партии в регионе. Новоизбранный губернатор Виктор Томенко также назначил Александра Карлина, своего предшественника, в Совет Федерации.
За последние годы КПРФ добилась значительных успехов в Алтайском крае. После выборов в Законодательное собрание Алтайского края в 2021 году КПРФ получила 24 места в Собрании, увеличившись на 16 мест, в то время как правящая «Единая Россия» потеряла 11 мест и свое большинство, получив в общей сложности 31 мандат в 68-местном законодательном органе. На параллельных выборах в законодательный орган Российской Федерации в 2021 году первый секретарь краевого комитета КПРФ Мария Прусакова победила в Рубцовском избирательном округе, получив место от «Единой России».

## Кандидаты
В Алтайском крае кандидаты в губернаторы могут быть выдвинуты только зарегистрированными политическими партиями, самовыдвижение невозможно. Однако кандидаты не обязаны быть членами выдвигающей партии. Кандидат на пост губернатора Алтайского края должен быть гражданином России и иметь возраст не менее 30 лет. Кандидаты на пост губернатора не должны иметь иностранного гражданства или вида на жительство. Каждому кандидату для регистрации необходимо собрать не менее 7 % подписей депутатов и глав муниципальных образований (около 504 подписей — самый высокий муниципальный фильтр в России). Также кандидаты в губернаторы представляют 3 кандидатуры в Совет Федерации, а победитель выборов позже назначает одного из представленных кандидатов.

#### Зарегистрированные кандидаты
- Виктор Томенко (Единая Россия), действующий губернатор Алтайского края (2018 — настоящее время) [2][6][7][8]
- Сергей Булаев (ЛДПР), глава регионального отделения ЛДПР, депутат Законодательного собрания Алтайского края [8][9]
- Евгения Боровикова (СР-ЗП), депутат Алтайского краевого Законодательного Собрания с 2021 года [2][8][9]
- Сергей Малинкович (Коммунисты России), депутат Алтайского краевого Законодательного Собрания с 2021 года, председатель ЦК Партии Коммунисты России[2][8][9]

#### Выбывшие (после регистрации) кандидаты
- Владислав Вакаев (Новые люди) глава фонда имущества региона, руководителя барнаульского парка «Изумрудный» [8][10]
- Елена Хрусталева (Партия пенсионеров), депутат Законодательного собрания Алтайского края с 2021 года [2][8][11][12]

#### Утратившие статус выдвинутого кандидата
- Мария Прусакова (КПРФ), депутат Государственной Думы (2021 — настоящее время) [2][8][13][14][15]
- Виктор Нагайцев (Зелёная альтернатива) доцент Института гуманитарных наук АлтГУ[2][8][15]
- Владимир Кириллов (Зеленые) Лидер реготделения экологической партии «Зеленые».[8][11]

### Отклонено
- Юлия Алешина (Гражданская инициатива), экс-председатель регионального отделения Гражданской инициативы (2021—2022), юрист, первый в России политик-трансгендер.[2][10][16]
- Андрей Осипов (Единая Россия), уполномоченный по правам предпринимателей Алтайского края (2020 -настоящее время)[17]
- Сергей Серов (Единая Россия), депутат Законодательного собрания Алтайского края (2000 — настоящее время)[17]
- Антон Арцибашев (КПРФ), депутат Законодательного собрания Алтайского края (2021 — настоящее время).[13]
- Николай Бондаренко (КПРФ), бывший депутат Саратовской областной думы (2017—2022).[13]
- Анжелика Глазкова (КПРФ), депутат Государственной Думы (2021 — настоящее время).[18]
- Павел Грудинин (КПРФ), директор ЗАО «Совхоз имени Ленина», кандидат в президенты России в 2018 году.[13]
- Юрий Красильников (КПРФ), депутат Барнаульской городской Думы (2022 — настоящее время).[13]
- Андрей Кривов (КПРФ), депутат Законодательного собрания Алтайского края (2021 — настоящее время).[13]
- Вячеслав Лаптев (КПРФ), депутат Законодательного собрания Алтайского края (2021 — настоящее время).[19]
- Александр Молотов (СР-ЗП), депутат Законодательного собрания Алтайского края (2011 — настоящее время).[20]
- Владимир Семенов (ЛДПР), депутат Законодательного собрания Алтайского края (2004—2007, 2016 — настоящее время), бывший депутат Государственной Думы (2007—2016), кандидат в главы Республики Алтай в 2014 году, кандидат в губернаторы в 2018 году.[21]
- Александр Суриков (Коммунисты России), бывший посол в Беларуси (2006—2018), бывший губернатор Алтайского края (1996—2004).[6]
- Александр Терентьев (СР-ЗП), депутат Государственной думы (2007 — настоящее время).[21]
- Сергей Юрченко (Коммунисты России), бывший депутат Государственной думы (2011—2016), кандидат в губернаторы от КПРФ в 2014 году.[22]
- Анжелика Глазкова (КПРФ, Коммунисты России), депутат Государственной Думы (2021 — настоящее время), член Общественного движения "За новый социализм".[23][24]
- Даниил Бессарабов (Единая Россия), депутат Государственной Думы (2016 — настоящее время).[25]